# Levent Beskardes
Levent Beskardes, de son vrai nom Levent Beşkardeş, est un comédien, poète, réalisateur, dessinateur et metteur en scène sourd turc francisé, né le 11 août 1949 à Eskişehir.

## Biographie
Levent Beskardes est né sourd le 11 août 1949 à Eskişehir en Turquie. Son parcours scolaire est un échec ; passionné par le cinéma, il rêve de devenir acteur un jour. En 1972, il apprend le dessin d’animation grâce au caricaturiste et mime Oguz Aral, qui fait de la décoration de vitrines et lui propose de devenir son décorateur pour le magasin de luxe Vakko. Il devient décorateur en chef et étudie le mime pendant trois mois à l’occasion des soirées organisées par le magasin.
En 1980, il quitte son emploi pour faire du théâtre de mime avec une troupe de comédiens amateurs sourds muets. Il devient alors metteur en scène, décorateur et costumier à Istanbul, et obtient en 1981 le prix spécial du jury du théâtre Avni Dilligil pour sa mimodrame Le Son du silence.
Fin 1981, il s’installe en France et découvre le spectacle Les Enfants du silence, adapté en français par Jean Dalric et Jacques Collard, avec la comédienne sourde Chantal Liennel. Jean Dalric l’informe de l’existence de l'International Visual Theatre. Il participe aux pièces de l’IVT, mais également dans d’autres théâtres en Europe et au Japon.
En 1993, il met en scène avec Jean Dalric une nouvelle version des Enfants du silence, pour laquelle Emmanuelle Laborit reçoit le Molière de la révélation théâtrale féminine.
Le 15 juillet 2010, il obtient le prix d’honneur de la Grande Assemblée nationale de Turquie.
En 2015, il participe à la série photographique de Jennifer Lescouët Les Mots du silence, pour laquelle il exprime en signes le mot « poème ».

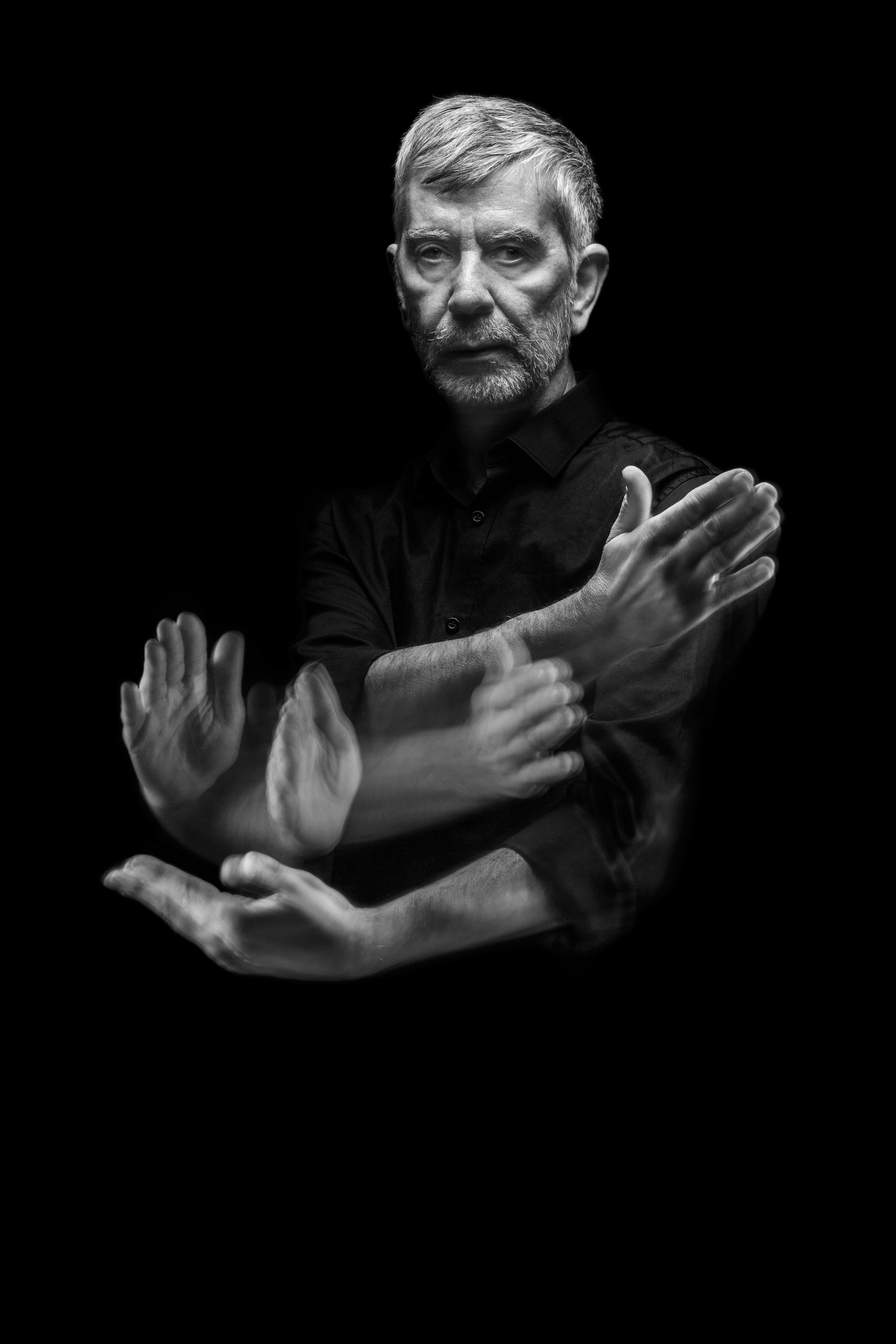
Levent Beskardes exprimant en signes le mot "poème" pour la série Les Mots du silence, de la photographe Jennifer Lescouët.

## Théâtre

### Comédien
- 1980-1981 : Le Silence du son, spectacle de Levent Beskardes, mise en scène par Ali Taygun
- 1985-1986 : L. M. S. de Didier Flory, mise en scène par Alfredo Corrado
- 1986-1989   Au bout du couloir de Didier Flory, mise en scène par Alfredo Corrado
- 1987-1989   L’Avare de Molière, mise en scène par Alfredo Corrado
- 1989-1992   Les Pierres de Gertrude Stein, mise en scène Thierry Roisin, Festival d’Avignon
- 1990 : Plus heureux des trois d’Eugène Labiche, mise en scène par Chantal Liennel
- 1990 : Les 7 péchés capitaux de Corinne Vidon, Théâtre du Lien (Suisse)
- 1990 : 1001 nuits, mise en scène par Habib Nagmoucha, Atelier international acteur
- 1992 : Le Malade imaginaire de Molière, mis en scène par Philippe Galant
- 1994 : Vole mon dragon d’Hervé Guibert, mise en scène par Stanislas Nordey
- 1995-1997 : Antigone de Sophocle, mise en scène par Thierry Roisin, Festival d’Avignon
- 2000-2002 :  Woyzeck de Georg Büchner, mise en scène par Thierry Roisin[3]
- 2001-2002 : On ne badine pas avec l’amour d’Alfred de Musset, mise en scène par Cathy Gérard-Deray
- 2001-2009 : Le verre d’eau de Francis Ponge, mise en scène par Ivan Morane
- 2006 : Faits et gestes, mise en scène par Pascale Houbin
- 2006-2010 : L’Invention d’un château de Frédéric Révérend, coordination Jean-Francois Labouverie
- 2007-2012 : Le grand Depaysement d'Alexandre le Grand, création musicale de Jean-Christophe Marti, mise en scène par Philippe Carboneaux
- 2007 : Inouï Music-hall, co-mise en scène par Serge Hureau et Philippe Carboneaux
- 2009-2011 : Yunus, les eaux de mon âme, mise en scène par Annie Mako
- 2009-2010 : La fortune de Karagöz écrit et mis en scène par Rûsen Yildiz, théâtre d’ombres traditionnel turc
- 2010 : Âme poème de Levent Beskardes, traduit de la LSF par Leatitia Benasouli
- 2010-2011 : Signes du temps d’Estelle Aubriot  et Levent Beskardes
- 2014 : Deux doigts sur l’épaule, conception avec Johanny Bert et Yan Raballand
- 2016-2020 : Poèmes du silence avec Aurore Corominas

### Chorégraphe
- 1995 : Pupille veut être tuteur de Peter Handke, mise en scène de Lila Greene
- 1996-1997 : Miracle par hasard de Joël Liennel, festival de Figeac
- 1999-2003 : Parole spectacle de Pascale Houbin et Abbi Patrix

### Metteur en scène, auteur et décorateur
- 1994-1995 : Hanna, création à l'International Visual Theatre, reprise en 2002 au festival Washington DC Deaf Way II
- 2009 : De Verliefde Wolk, « Le nuage amoureux » de Nâzim Hikmet, au Handtheater d'Amsterdam
- 2010 : 364 + 1 jour = 365, de Brino Moncelli et Levent Beskardes

### Metteur en scène, auteur, comédien et décorateur
- 1975 : L'Eau fuyante
- 1979 : Le Pain des ennemis
- 1987 : Le Vin et la rose

### Co-metteur en scène avecJean Dalric
- 1992 : Les Enfants du silence de Mark Medoff, mise en scène Jean Dalric et Levent Beskardes

## Cinéma et télévision

### Courts métrages (auteur, réalisateur, acteur et montage)
- 2000 : L'Oiseau (4 min)
- 2000 : Rêve de clown (6 min)
- 2001 : Les 7 péchés capitaux (20 min)
- 2001 : L'Artiste (15 min)
- 2003 : Auto-film (15 min)
- 2005 : Le Poète silencieux (26 min)
- 2008 : Qui se cache derrière Levent ? (pour L'Œil et la Main, France 5)

### Courts métrages (acteur)
- 1983 : Horus de Gérard Raynal
- 1984 : Fais-moi signe de Malgorzata Debowska
- 1994 : Sourds à l'image de Brigitte Lemaine[4]
- 1996 : Regardez-moi, je vous regarde de Brigitte Lemaine[5]
- 1997 : Chuut !!! de Christophe Legendre
- 2010 : La Mécanique du silence de Brigitte Lemaine

### Longs métrages (acteur)
- 1988 : Le Dialogue du secret de Gérard Patris
- 1992 : Le Pays des sourds de Nicolas Philibert
- 2015 : J'avancerai vers toi avec les yeux d'un sourd de Laetitia Carton

## Peinture et dessin
De 1986 à 2017, il a également eu une activité de peintre, réalisant notamment des dessins artistiques en langue des signes français, avec des expositions en Suisse, Suède, Finlande et plusieurs villes de France.

## Poésie
Levent Beskardes écrit des poèmes en langue des signes française qu'il présente lors des festivals Siracussa (Sicile), Deaf way II (Washington), Deaf Arts Now  (Stockholm).
Il est une première fois invité en 2011 par Brigitte Baumié, qui préside l'association Arts Résonances, pour présenter ses créations poétiques en langue des signes française (LSF) au festival de poésie contemporaine Voix Vives. C'est un festival qui a lieu à Sète, dans le sud de la France et un poète sourd y est invité chaque année. 
Plusieurs interprètes travaillent à la traduction de ses poèmes vers le français. Plusieurs de ses créations apparaissent dans le recueil de poésie bilingue français-LSF Les Mains Fertiles, aux éditions Bruno Doucey, qui rassemble de nombreux poètes traduits lors de ce festival, dont d'autres poètes sourds, François Brajou ou Mathilde Chabbey.
Il crée un spectacle bilingue, Poèmes du silence, qu'il présente avec Aurore Corominas, entendante, dans de nombreuses villes en France.
En 2024, il est à nouveau invité à Sète, à l'occasion de la publication du premier recueil de poésie dédié à un poète sourd en France : Signe-moi que tu m'aimes, aux éditions Bruno Doucey. Le livre contient trois formats pour chaque poème : le dessin (chaque poème est gardé en trace sous forme de dessin par Levent Beskardes), le texte (taduction en français des poèmes) et la vidéo (filmée et montée par le poète, version originale du poème en LSF).

## Distinctions
- 1999 : Mains d'Or, Meilleur comédien[6]
- 1999 : Mains d'Or, Meilleur metteur en scène Sourd : Hanna de Levent Beskardes
- 2001 : Festival International du Film Indépendant de Bruxelles, Meilleur document reflétant la richesse de la culture sourde pour L'Artiste
- 2002 : Festival International du Film Indépendant de Bruxelles, Meilleur document reflétant la richesse de la culture sourde pour Les 7 péchés capitaux
- 2003 : Festival International du Film Indépendant de Bruxelles, Meilleur document reflétant la richesse de la culture sourde pour Auto-film
- 2004 : Mains d'Or, Meilleur court-métrage pour 7 Péchés capitaux[7]
- 2004 : Mains d'Or, Meilleure pièce de théâtre pour Hanna[7]
- 2010 : Prix d'honneur de la Grande Assemblée Nationale de Turquie

### Internet
- Interview avec Levent Beskardes sur Yanous

### Ouvrage
- Patrice Gicquel, Il était une fois… les sourds français, Paris, Éditions Books on Demand, 2011, 208 p. (ISBN 978-2-8106-1306-9)